# I'm a Believer
"I'm a Believer" é uma canção composta por Neil Diamond e gravada pela banda The Monkees em 1966 com os vocais principais de Micky Dolenz. O single, produzido por Jeff Barry, alcançou o primeiro lugar no ranking da Billboard Hot 100 dos EUA na semana de 31 de dezembro de 1966 e permaneceu lá por sete semanas, se tornando o último hit número 1 de 1966 e a gravação mais vendida em todo o ano de 1967. A Billboard classificou a gravação como a canção número 5 de 1967. Por conta de 1 051 280 pedidos adiantados, ganhou ouro dois dias após o lançamento. É um dos menos de quarenta singles em todos os tempos a ter vendido mais de dez milhões de cópias físicas em todo o mundo. A canção está no número 48 da lista "Top 100 de Todos os Tempos" da Billboard.
A canção ficou em primeiro lugar na UK Singles Chart por quatro semanas entre janeiro e fevereiro de 1967 e alcançou o primeiro lugar em vários países, incluindo Austrália, Nova Zelândia, Canadá e Irlanda.

## Posição nas paradas musicais
| Parada (1967–68)                | Melhor posição |
| ------------------------------- | -------------- |
| Austrália (Go-Set)              | 1              |
| Áustria                         | 1              |
| Bélgica                         | 1              |
| Canada RPM Top Singles          | 1              |
| Alemanha                        | 1              |
| Irlanda (IRMA)                  | 1              |
| Países Baixos (Single Top 100)  | 1              |
| Nova Zelândia (Listener)        | 1              |
| Noruega                         | 1              |
| África do Sul (Springbok Radio) | 1              |
| UK (OCC)                        | 1              |
| U.S. Billboard Hot 100          | 1              |
| U.S. Cash Box Top 100           | 1              |

| Parada (1967)          | Rank |
| ---------------------- | ---- |
| Austrália              | 8    |
| Canadá                 | 12   |
| África do Sul          | 2    |
| U.S. Billboard Hot 100 | 5    |
| U.S. Cash Box          | 8    |

## Versão de Smash Mouth
A banda americana de pop rock Smash Mouth fez um cover da canção em 2001 como parte da trilha sonora do filme Shrek, junto com seu hit anterior indicado ao Grammy "All Star ". A banda também lançou a canção em seu álbum autointitulado. Eddie Murphy , interpretando o Burro, também fez uma interpretação da canção no filme. A canção foi escolhida por sua linha de abertura, , "I thought love was only true in fairy tales" (Eu pensei que o amor era apenas verdadeiro em contos de fadas",) que combinava com o tema de conto de fadas do filme. Posteriormente, a canção foi tocada como canção de saída para a adaptação musical da Broadway do filme para efeito cômico. ( Weezer também teve uma versão da canção no final da sequência de Shrek de 2010, Shrek Forever After  que foi inserida no final do musical um ano após sua exibição.) A versão do Smash Mouth atingiu o pico de número 25 na Billboard Hot 100 e alcançou o top 20 na Nova Zelândia e Espanha. Na Austrália, a capa alcançou a nona posição na parada de singles da ARIA , recebeu a certificação de Platina por vendas superiores a 70.000 e ficou na posição 36 na parada de fim de ano da ARIA em 2001.